# Уманец, Андрей Семёнович
Андрей Семёнович Уманец (1762 – после 1828), российский командир эпохи наполеоновских войн, генерал-лейтенант Русской императорской армии.

## Биография
Андрей Уманец родился в 1762 году в дворянской семье. В четырёхлетнем возрасте был зачислен на воинскую службу кадетом в Сухопутный шляхетский кадетский корпус. 1 марта 1782 года определён поручиком в войска в Старооскольский 128-й пехотный полк, а 1 августа 1787 года Уманец был переведён в Глуховский 6-й драгунский полк.
Сражался в русско-турецкой войне 1787—1791 гг.
Принимал участие в русско-польской войне 1792 года и польских событиях 1794 года. Получив погоны полковника был переведён в Кинбурнский драгунский полк, а 11 февраля 1808 года назначен на должность шефа последнего.
29 декабря 1811 года Андрей Семёнович Уманец был произведён в генерал-майоры.
Бился с французами в ходе Войны четвёртой коалиции, затем снова с турками в Русско-турецкой войне 1806—1812 гг..
В 1812 году, его полк находился в составе 3-й Резервной Обсервационной армии генерала Александра Петровича Тормасова. После вторжения Наполеона в пределы Российской империи, А. С. Уманец принял участие в ряде битв Отечественной войны 1812 года.
После изгнания врага из России, участвовал в заграничном походе русской армии. 16 марта 1817 года он был утверждён на должности председателя полевого аудиториата 1-й армии.
12 декабря 1824 года был удостоен чина генерал-лейтенанта Русской императорской армии.
13 марта 1828 года получил почётную отставку по состоянию здоровья. Точная дата смерти не известна, известно лишь, что Андрей Семёнович Уманец умер после 1828 года и был похоронен в ст. Быхов Могилёвской губернии.